# Casa de la Volta del Remei
La Casa de la Volta del Remei és un edifici situat als carrers de la Boqueria, 36 i del mateix nom, 1 de Barcelona, catalogat com a bé cultural d'interès local.

## Història
D'origen medieval (segles xiii-xiv), a finals del segle xviii pertanyia al mercer Joan Bartomeu Michel, que el 1781 va demanar permís per a reformar la façana del carrer de la Volta del Remei, i novament el 1800 per a fer-hi més reformes i construir-hi un clavegueró.
Posteriorment, va passar a mans de Francesc Salvador de Delàs i de Taurinyà (1778-1864), II baró de Vilagaià, que la va fer reformar entre 1829 i 1830 pel mestre de cases Miquel Bosch i Camps. El 1871, el seu fill Francesc de Paula de Delàs i de Jalpí (1806-1890), III baró de Vilagaià, n'encarregà al mestre d'obres Felip Ubach un projecte de reforma amb la remunta de dos pisos, que no es va realitzar, al contrari que un altre del 1888, que va afectar la façana del carreró.

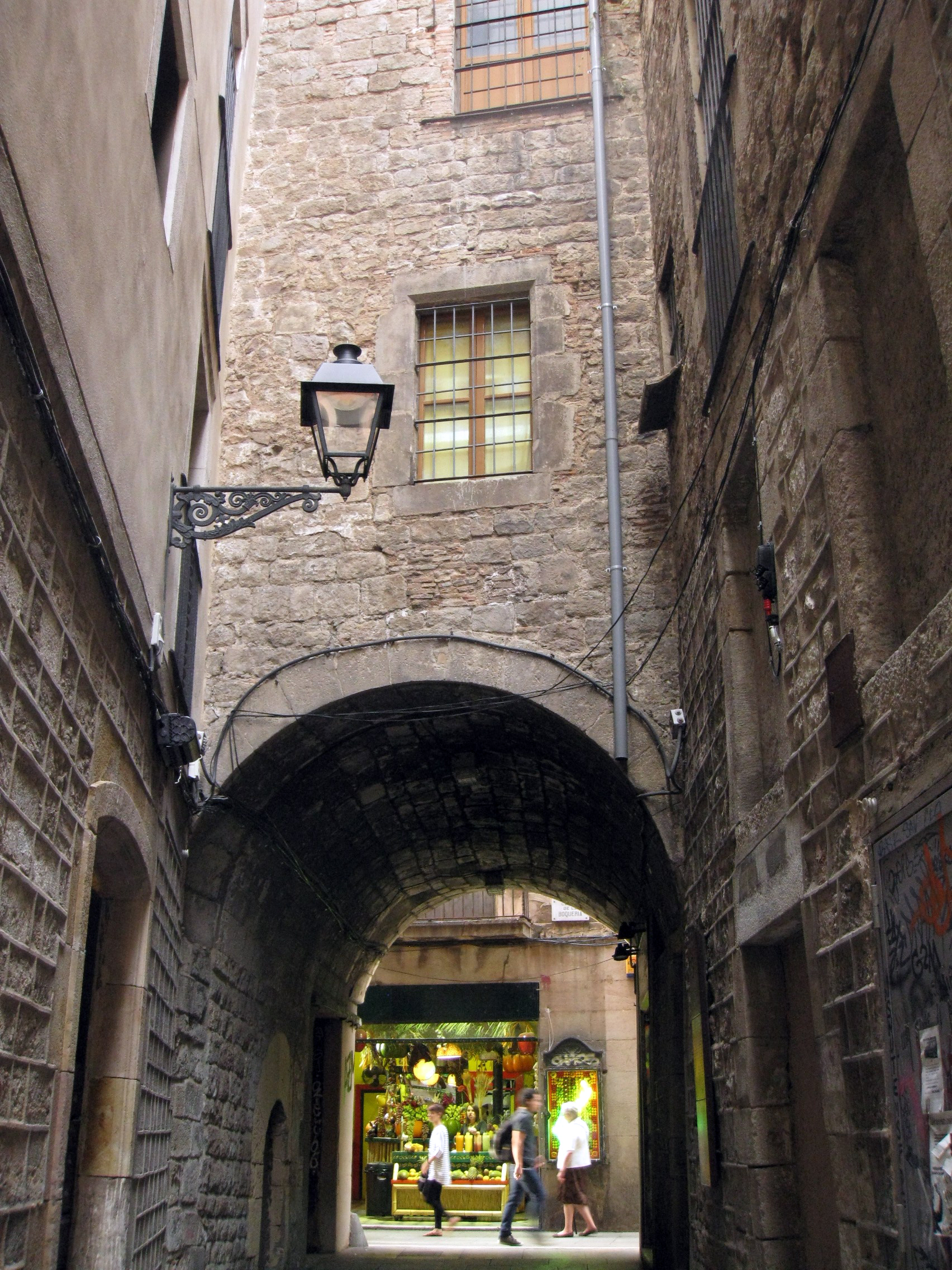
Volta del Remei

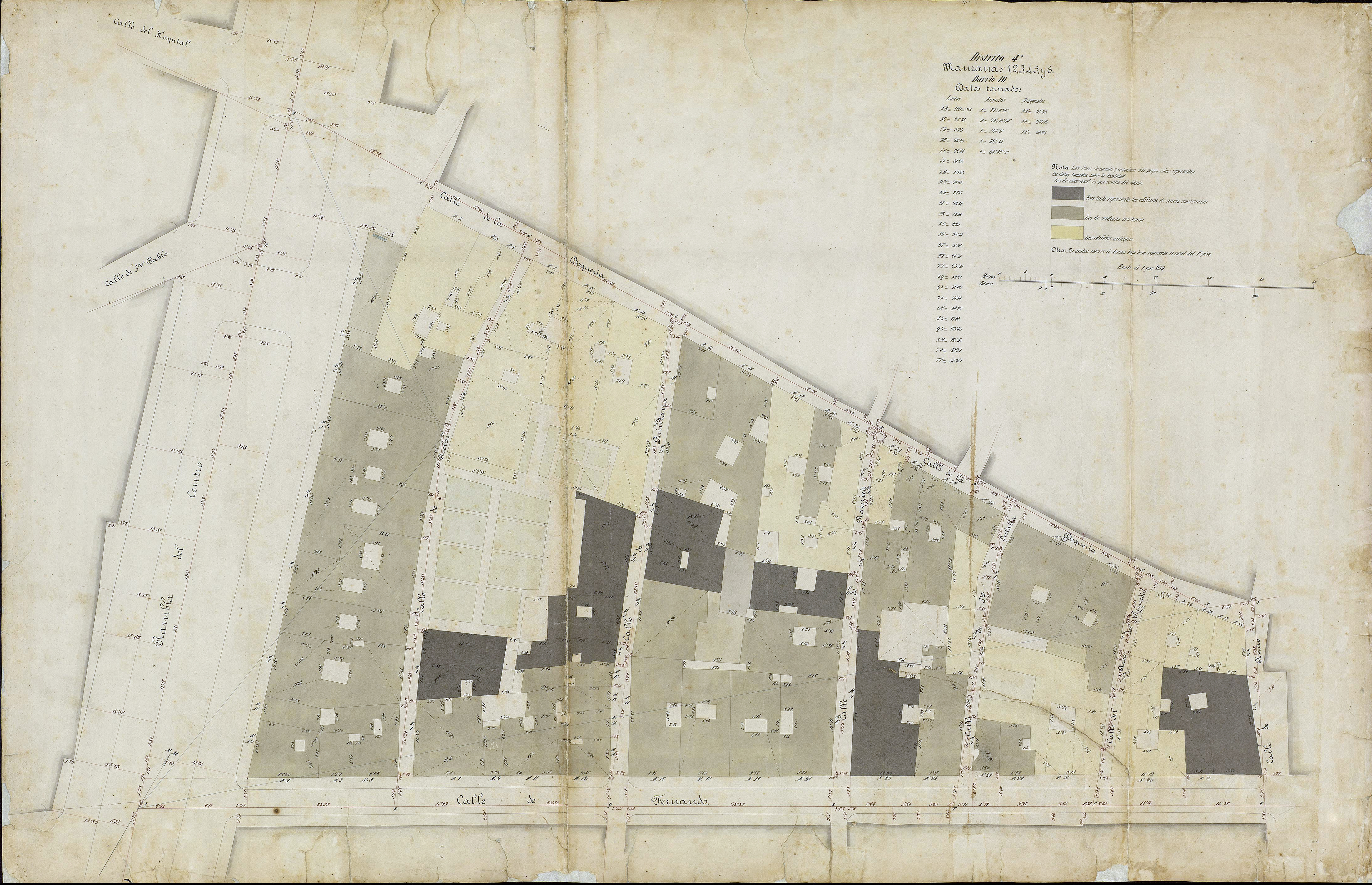
Quarteró núm. 115 de Garriga i Roca (c. 1860)

## Descripció
Consta de planta baixa i dos pisos, i es recolza sobre la volta de canó que dona pas al carrer de la Volta del Remei, on hi ha la porta d'entrada. A l'interior de la volta hi ha un petit arc de mig punt, a sobre del qual hi ha una pedra foradada que sobresurt de la façana. Algunes teories apunten a que sostenia el pal del velarium que cobria l'antic circ romà.
A l'esquerra de la volta hi ha una obertura rectangular que allotja un local comercial. El primer pis té dos balcons, un d'ells amb llosana de ferro forjat amb rajoles de ceràmica amb motius de ziga-zaga. Al segon pis només hi ha un balcó, de les mateixes característiques.